# 屏東慈鳳宮
22°40′15″N 120°29′11″E / 22.6709430°N 120.4862514°E
屏東慈鳳宮，是位於臺灣屏東縣屏東市的媽祖廟，其媽祖被稱為「阿猴媽祖」。

## 沿革
建廟時間為乾隆二年（1737年）即動工興建。屏東舊名「阿猴」，廟又名「阿猴媽祖廟」，此廟的媽祖也稱為「阿猴媽祖」。
乾隆十一年（1746年）信眾漸增，鄉紳鄭麟鼎發起諸捐輸，擴建木造宮宇於現址，設於台灣府鳳山縣阿猴社阿猴街，即今之屏東市崇禮里中山路39號。原稱「舊媽祖宮」。道光五年（1825年），郭先柱倡議改建，以「慈心濟世、鳳德化民」之懿旨，改名為「慈鳳宮」。1919年，戴連宗、蘇雲英、林英良等信眾再行修繕，並推戴連宗為管理人。1944年秋、1945年夏，在盟軍空襲時廟身倖免於難。1958年，成立首屆管理委員會，由唐榮任第一屆主任委員。1960年時另組修建委員舍，完成第一期前殿重修工程。1963年屏東市李朝欽醫生任第二屆主任委員，並完成第二期中殿及兩旁廟室興建。

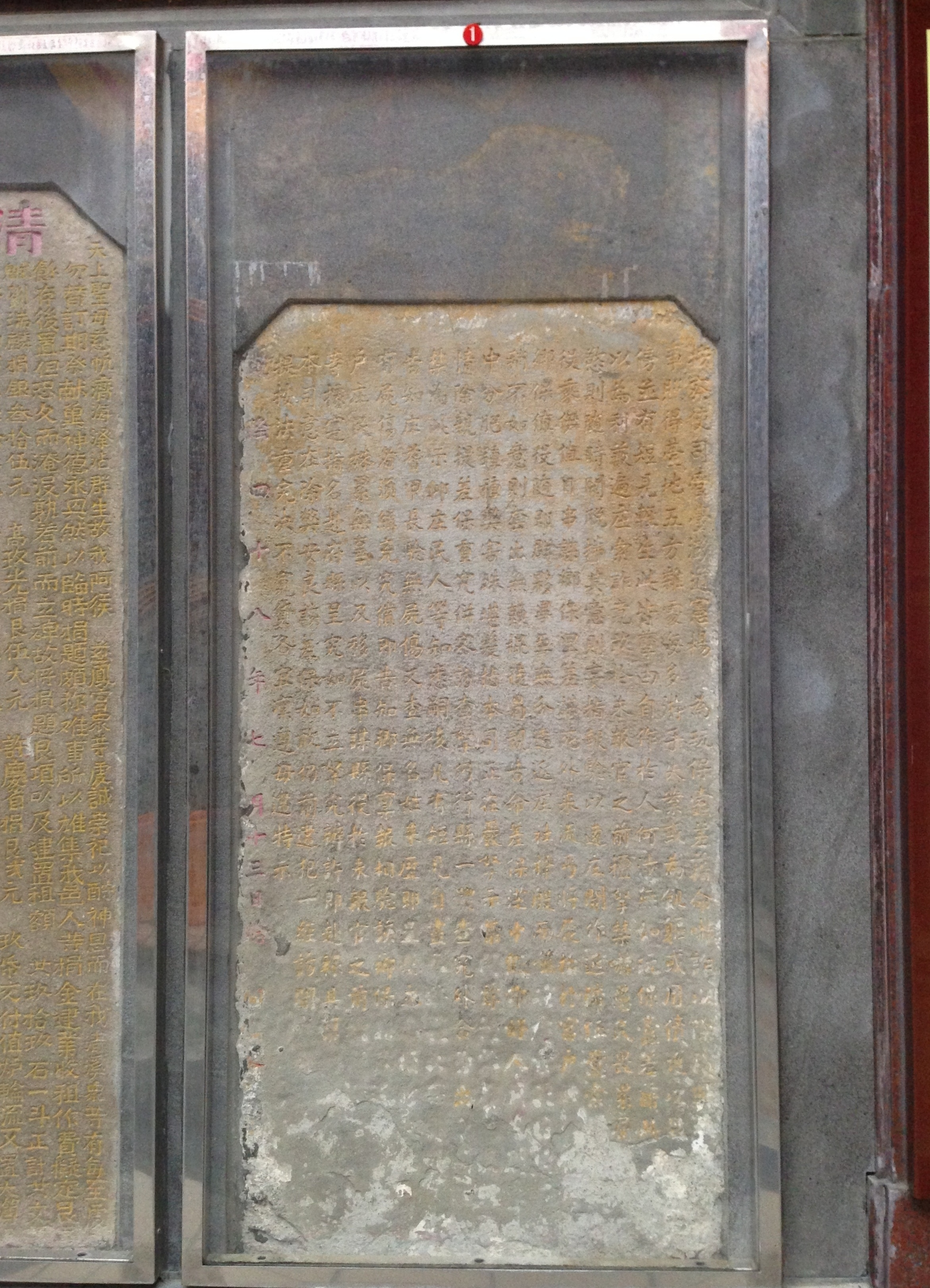
慈鳳宮乾隆四十八年古碑

慈鳳宮內仍然保存七方石碑，最早溯及乾隆年間，有的是嚴禁貪官、記載當年信眾捐輸與名冊。乾隆十六年（1751年）所立的的慈鳳宮橋碑則供奉於後殿。還有石碑是官方設立公轎保護旅客，以免轎夫敲詐，但公轎一擺便被轎夫們燒掉。
1983年大火，燒毀慈鳳宮前、後殿，許多歷史文物都付之一炬，只留下石鼓、石柱及石碑等文物。火災原因是該年12月3日半夜電線老舊短路，除石柱外，二百多年歷史開基鎮殿媽祖神像也完好無損，歷經十九年集資整修，耗資數億餘元，於2002年重建完成。在當時火災前，木工陳金木多次到廟內靠以腳步丈量，在1978年用柚木雕刻慈鳳宮模型，包括中庭九龍噴水池、牌匾，得以作為當時見證。
2009年，建於1737年的慈鳳宮與建於1780年的屏東聖帝廟，其管委會合併成同個財團法人。
2013年12月後殿火災，及時撲滅，疑因電線走火引燃。

## 祭祀
農曆三月廿三，媽祖誕辰之日，為屏東市一年一度的大典。在台灣日治時期，屏東郡守、屏東市長等日本官員也參與盛典。
在1952年採訪時，慈鳳宮會有一信眾為爐主、次者二人為副爐主，並選定十三人為頭家。每年的爐主、副爐主，在媽祖生誕前十五日，召集十三位頭家們，商討籌募緣金，按戶勸募，以作為祭典之用。當地屏東市議長林石城在1953年也擔任爐主。三月廿三日當日，各地的神橋多達數百，自清晨會集於慈鳳宮前，然後巡遊屏東市區，其行列達數公里，沿途人山人海。神轎所至，爆竹轟天。在後陣的媽祖轎前，有數百善男信女打掃道路。市區九十六里民眾，組織北管、獅陣、宋江陣，或裝飾八仙過海、卅六進士等陣頭等參與神轎行列，至下午二時起家家戶戶便大事祭拜，慈鳳宮廟邊並臨時架設舞台，做平安戲，直到深夜神像入廟後，始盡興而散。

## 外部連結
- 官方网站